# Écritures khitan

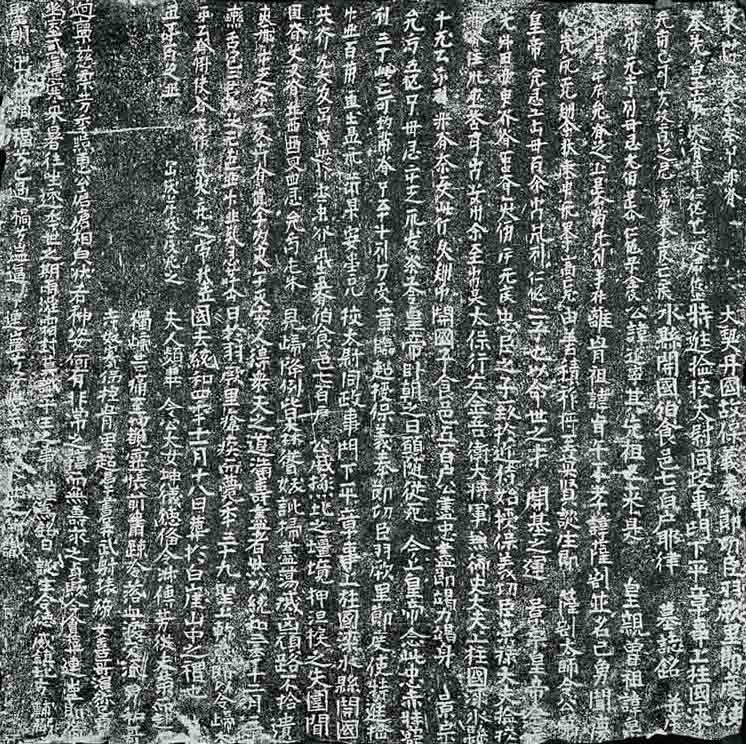
Caractères gravés en hanzi en bas et grands caractères khitan en haut (契丹大字) en la mémoire de Yelü Yanning (耶律延寧, 946–986).

L'écriture khitan était utilisée pour écrire le Khitan, une langue para-mongole. Liao Taizu (ou Yelü Aboji) est réputé le créateur de l'écriture en grands caractères en 920. Cette écriture se base sur les caractères chinois mais est propre à cette langue et avait pour but d'écrire l'histoire de ce nouvel État khitan. Certains caractères du chinois y sont utilisés à l'identique. 
Il existe deux formes scripturales différentes nommées « grande écriture khitan » et « petite écriture khitan » respectivement introduites en 920 et 925. Elle se développe à partir de sinogrammes et est employé par les Khitan descendant des Xianbei à la suite de l'établissement de la dynastie Liao. 
La grande écriture est linéaire et comporte plusieurs milliers de caractères tandis que la petite écriture, syllabaire phonographique, ne comporte que quatre cents signes. Ces alphabets, en usage durant les dynasties Liao et Jin sont identifiables sur des stèles, sceaux, briques, plaques et inscriptions rupestres en Mongolie et Mongolie-Intérieure. Ce système d'écriture aurait influencé le développement des écritures jurchen, coréennes et tangoute. 
Les premières tentatives de déchiffrage des écritures khitan débutent au début du XXe siècle. 